# Салигос
Салиго́с (фр. Saligos, окс. Saligòs) — коммуна во Франции, находится в регионе Юг — Пиренеи. Департамент — Верхние Пиренеи. Входит в состав кантона Люс-Сен-Совёр. Округ коммуны — Аржелес-Газост.
Код INSEE коммуны — 65399.

## География
Коммуна расположена приблизительно в 690 км к югу от Парижа, в 145 км юго-западнее Тулузы, в 39 км к югу от Тарба.
На западе коммуны протекает река Гав-де-По.

## Климат
Климат умеренно-океанический с солнечной тёплой погодой и обильными осадками на протяжении практически всего года.

## Население
Население коммуны на 2010 год составляло 89 человек.
| 1962 | 1968 | 1975 | 1982 | 1990 | 1999 | 2010 |
| ---- | ---- | ---- | ---- | ---- | ---- | ---- |
| 109  | 99   | 91   | 82   | 84   | 80   | 89   |

## Администрация
| Период | Период | Фамилия   | Партия | Примечания |
| ------ | ------ | --------- | ------ | ---------- |
| 2001   | 2020   | Рене Надо |        |            |

## Экономика
В 2010 году среди 59 человек трудоспособного возраста (15-64 лет) 40 были экономически активными, 19 — неактивными (показатель активности — 67,8 %, в 1999 году было 74,5 %). Из 40 активных жителей работали 38 человек (21 мужчина и 17 женщин), безработных было 2 (0 мужчин и 2 женщины). Среди 19 неактивных 5 человек были учениками или студентами, 7 — пенсионерами, 7 были неактивными по другим причинам.

## Достопримечательности
- Церковь Свв. Петра и Павла (XII век)

## Фотогалерея

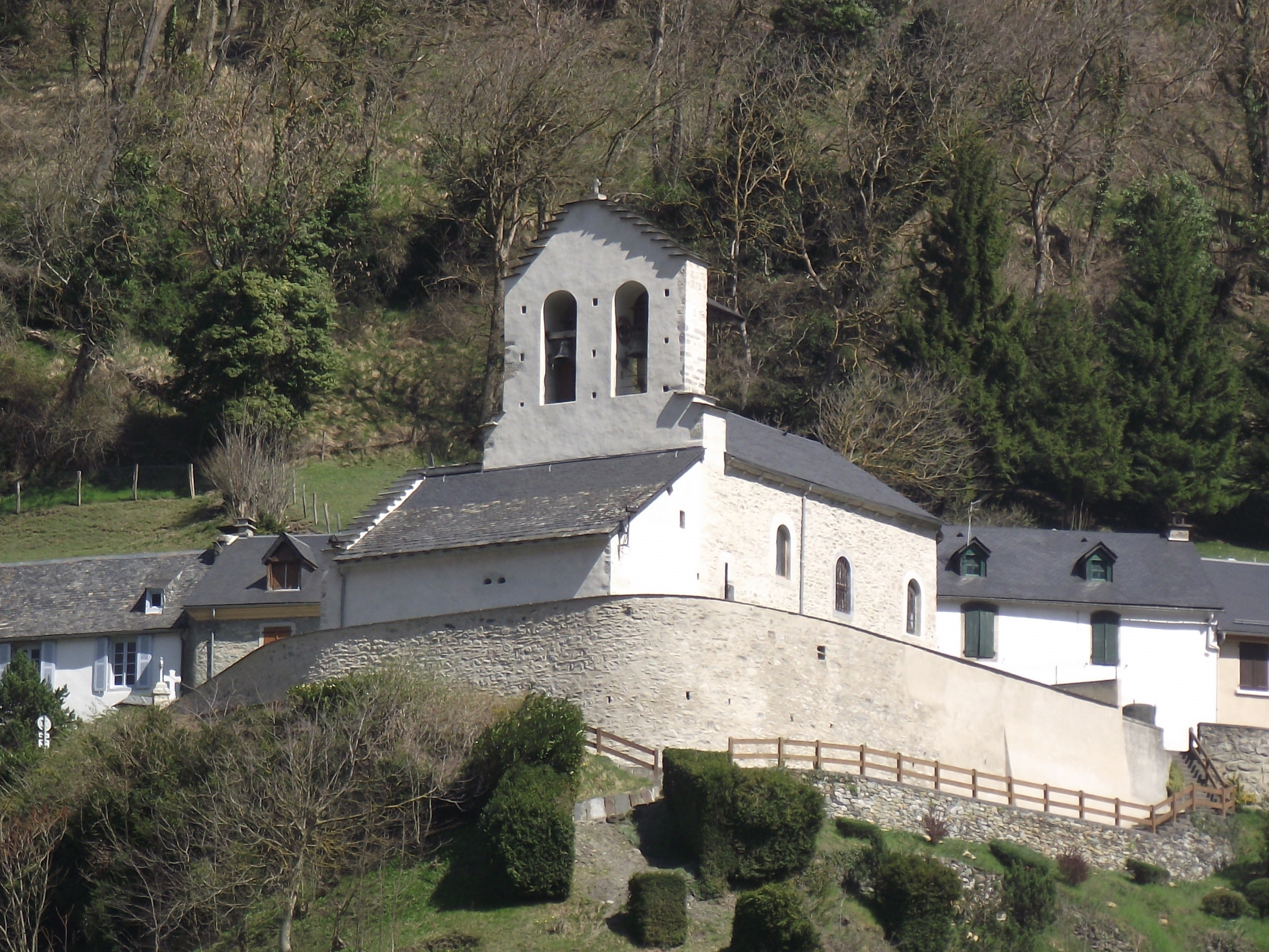
Церковь Свв. Петра и Павла
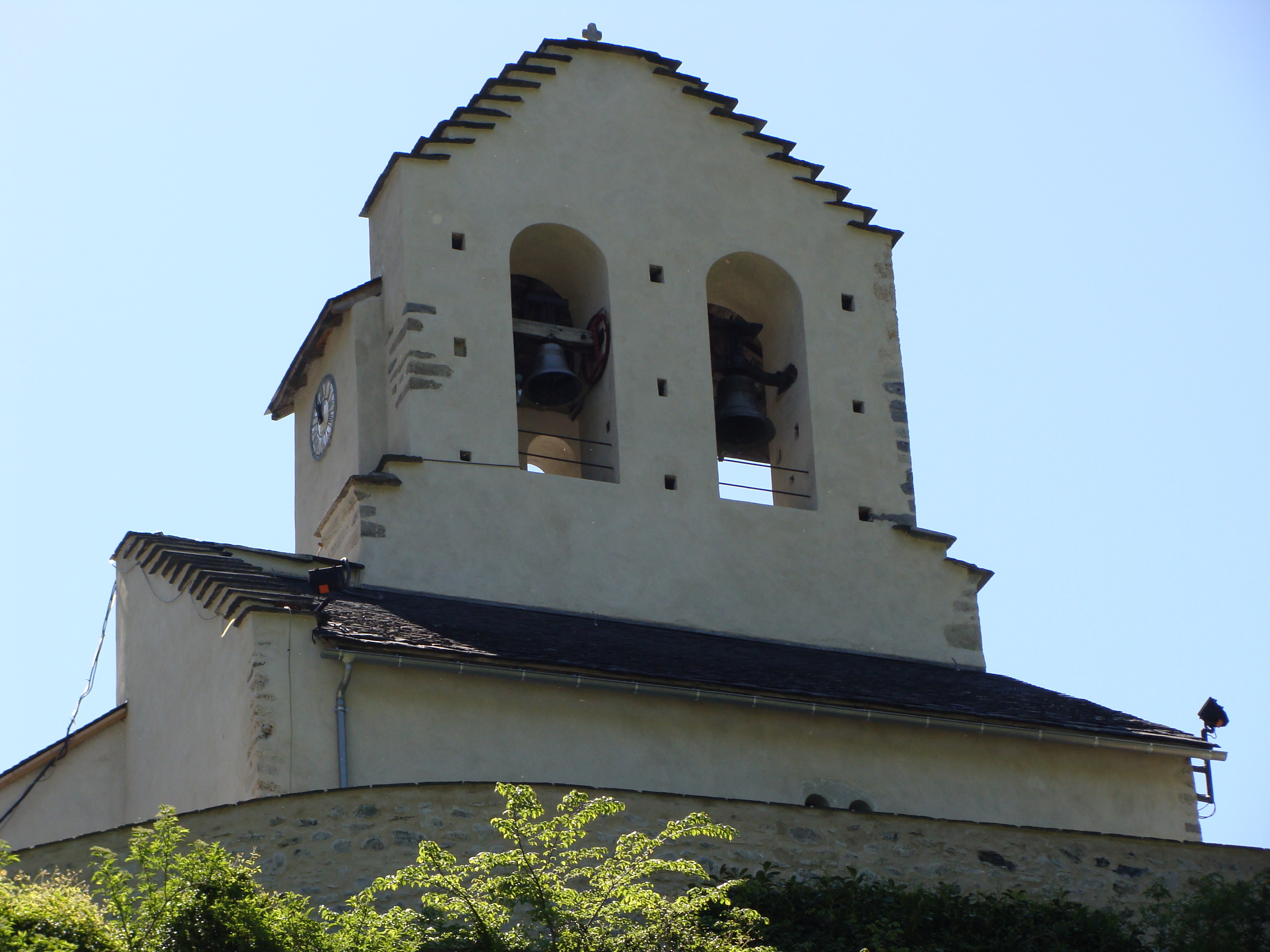
Колокольня церкви
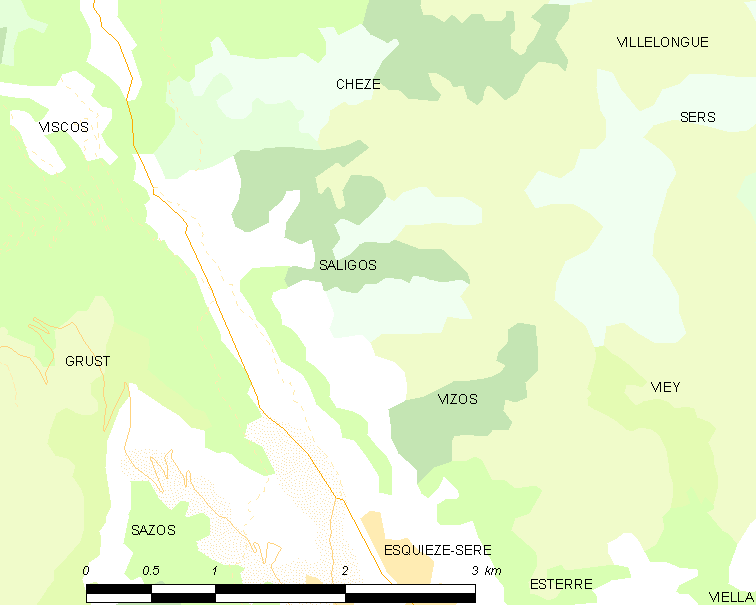
Карта коммуны